# Nyanja (taal)
Het Nyanja, Cinyanja, Chichewa of Chewa is een taal in de Bantoegroep van de Niger-Congotalen, voornamelijk gesproken in Malawi en daarnaast in delen van Mozambique, Zimbabwe en Zambia. In totaal spreken ruim 9,5 miljoen mensen de taal. Het Nyanja wordt geschreven in het Latijnse alfabet.
In Malawi, waar het onder de naam Chichewa een van beide officiële talen is, heeft de taal ongeveer 6,5 miljoen sprekers. In Zambia is het onder de naam Nyanja een van de zeven regionale talen die sinds 1977 erkenning genieten als national language Bij de volkstelling van 2000 gaf 30,2 % van de Zambianen het als eerste of tweede taal op, waarmee het daar na het Bemba op de tweede plaats komt. De sprekers wonen in de Eastern Province. Daarnaast fungeert het er, in een vorm die sterk door het Engels, het Bemba en andere talen beïnvloed is, als de lingua franca van de hoofdstad Lusaka. In Mozambique is het onder de naam Cinyanja een van de 23 nationale talen (línguas nacionais). Het wordt er gesproken in het noordoosten van de provincie Tete en in het westen van de provincie Niassa. In Zimbabwe wordt de taal Chewa genoemd en heeft de status van officiële taal, naast vijftien andere talen.

Verspreidingskaart met talen in Afrika